# Aneilema zebrinum
Aneilema zebrinum ist eine Pflanzenart der Gattung Aneilema in der Familie der Commelinagewächse (Commelinaceae). Das Artepitheton zebrinum stammt aus dem Lateinischen, bedeutet ‚gestreift‘ und verweist auf die gestreiften Laubblätter der Art.

## Beschreibung
Aneilema zebrinum ist eine kriechende, mehrjährige krautige Pflanzen, deren Wurzeln nicht knollig sind. Die zweizeilig angeordneten, glänzenden, gräulich grünen Laubblättern sind heller gestreift und weisen gelegentlich kastanienbraune Linien auf. Ihre Blattspreite ist bis zu 4 Zentimeter lang und 2 Zentimeter breit. 
Der seitlich erscheinende Blütenstand durchbohrt die Blattscheide. Er besteht in der Regel aus einer einzelnen Wickel. Die vier, selten bis zu sechs, Blüten erreichen einen Durchmesser von bis zu 1 Zentimeter. Ihre Kronblätter sind hell fliederfarben. Die unteren Kronblätter sind becherartig geformt. Der Fruchtknoten ist dreifächrig.
Die Kapselfrüchte weisen eine Länge von 3 bis 4 Millimeter und eine Breite von 2 bis 3 Millimeter auf. Sie sind schwach flaumhaarig.

## Systematik und Verbreitung
Aneilema zebrinum ist in Äthiopien, Kenia, Tansania sowie der südafrikanischen Provinz KwaZulu-Natal in Höhenlagen von 10 bis 1150 Metern verbreitet.
Die Erstbeschreibung durch Alberto Chiarugi wurde 1951 veröffentlicht. Ein Synonym ist Ballya zebrina (Chiov. ex Chiarugi) Brenan (1964).

## Nachweise